# Міхаель Ноак (футболіст)
Міхаель Ноак (нім. Michael Noack, нар. 7 лютого 1955) — східнонімецький футболіст, що грав на позиції захисника за «Динамо» (Берлін) і національну збірну НДР.

## Клубна кар'єра
У дорослому футболі дебютував 1974 року виступами за команду клубу «Динамо» (Берлін), кольори якої і захищав протягом усієї своєї кар'єри гравця, що тривала одинадцять років. Більшість часу, проведеного у складі У складі, був основним гравцем захисту команди.

## Виступи за збірну
1979 року дебютував в офіційних матчах у складі національної збірної НДР. Протягом кар'єри у національній команді, яка тривала 3 роки, провів у формі головної команди країни 2 матчі.
| Дата       | Місто  | Господарі | Результат | Гості   | Турнір            | Голи | Примітки |
| ---------- | ------ | --------- | --------- | ------- | ----------------- | ---- | -------- |
| 01/06/1979 | Берлін | НДР       | 1 – 0     | Румунія | товариський матч  | -    |          |
| 04/04/1981 | Гзіра  | Мальта    | 1 – 2     | НДР     | Відбір до ЧС 1982 | -    |          |
| Усього     |        | Матчів    | 2         |         | Голів             | 0    |          |